# Crimen sollicitationis (document)
Pour les articles homonymes, voir Crimen sollicitationis.
Crimen sollicitationis (en latin : « crime de sollicitation ») est une lettre, envoyée en 1962 par le Saint-Office (qui devient la Congrégation pour la doctrine de la foi à la suite du concile Vatican II), à « tous les Patriarches, Archevêques, Évêques et autres Ordinateurs locaux, dont ceux de rite oriental ».
Le document, présenté par le cardinal Alfredo Ottaviani, secrétaire du Saint-Office, et approuvé par le pape Jean XXIII, établit la procédure à suivre dans les cas où des clercs – prêtres ou évêques – de l'Église catholique seraient accusés d'avoir utilisé le sacrement de la pénitence – c'est-à-dire la confession – pour faire des avances sexuelles à des pénitents. De plus, il établit que les mêmes procédures devraient être suivies en cas d'accusations contre des clercs pour homosexualité, pédophilie et zoophilie. Les abus sexuels commis par des clercs sur des mineurs sont condamnés par ce document, qu'ils aient eu lieu dans le cadre d'une confession ou de tout autre façon,.
Cette procédure suit et complète le code de droit canon alors existant. Elle est revue en 2001 par la lettre De delictis gravioribus.

## La lettreCrimen sollicitationis
En 1962, le Saint-Office envoie secrètement à tous les évêques la lettre Crimen sollicitationis, qui reprend l'essentiel d'un document similaire déjà adressé confidentiellement en 1922 aux évêques. 

### Table des matières
- Préliminaires (sections 1-14)
- Titre Premier : La première déclaration du crime (15-28)
- Titre Second : Le procès (29-60)
  - Chapitre I : Les enquêtes (29-41)
  - Chapitre II : Les règles canoniques et les défenses de l'accusé (42-46)
  - Chapitre III : L'accusation (47-54)
  - Chapitre IV : La conduite du jugement, le verdict et l'appel (55-60)
- Titre Troisième : Les peines (61-65)
- Titre Quatrième : Les communications officielles (66-70)
- Titre Cinquième : Le pire des crimes (71-74)
- Approbation par le pape Jean XXIII du 16 mars 1962
- Appendices

### Contenu
Crimen sollicitationis donne les mesures à prendre dans les cas où des prêtres seraient accusés de fautes graves. Parmi ces fautes, le document relève l'utilisation du sacrement de pénitence pour faire des avances sexuelles à des pénitents. D'après ce document, tout fidèle catholique a l'obligation de dénoncer aux autorités ecclésiales une telle faute commise par un prêtre. Il peut alors être convoqué devant un tribunal ecclésiastique. En cas de faits avérés, il peut être suspendu de la célébration des sacrements ou même être soumis à la dégradation, c'est-à-dire démis de ses fonctions et réduit à l'état laïc. Tous les cas de pédophilie commis par des prêtres, que ce soit dans le cadre du crime de sollicitation ou dans n'importe quel autre cas, sont aussi condamnés.

### Le secret du procès
La lettre impose un secret absolu, lors du déroulement du procès, même lorsque le verdict, favorable ou non, a été rendu et mis en application (§11). Un serment de silence éternel doit être fait par tous les participants au procès : non seulement les membres du tribunal (formule du serment incluse dans les Appendices), mais aussi le(s) dénonciateur(s) du prêtre, le(s) témoin(s) éventuel(s) et le prêtre accusé lui-même (§13).
« Spondeo, voveo ac iuro, inviolabile secretum me servaturum in omnibus et singulis quae mihi in praefato munere exercendo occurrerint, exceptis dumtaxat iis quae in fine et expeditiones huius negotii legitime publicari contingat. »
« Je promets, fais vœu et jure que je maintiendrai inviolé le secret pour tout ce qui viendra à ma connaissance dans l'exercice de mes fonctions, excepté seulement ce qui pourrait être légalement publié et exécuté lorsque ce procès sera terminé. »
(Crimen sollicitationis, Appendices, Formula A)
Les peines prévues en cas de viol du secret sont (§13) :
- pour les membres du tribunal : l'excommunication latae sententiae ;
- pour l'accusé : la suspension a divinis ;
- pour les accusateurs et les témoins : un avertissement.

### Les raisons du secret
La lettre Crimen sollicitationis traite seulement de la procédure à suivre en cas de dénonciation à une autorité ecclésiastique de la faute de sollicitation en confession par un prêtre. Il n'empêche que l'interprétation de la question du secret est sujet à controverses.

#### Selon les détracteurs de la lettre
Les détracteurs de cette lettre soutiennent que le serment de silence vise à cacher le scandale provoqué par des affaires aussi graves. C'est par exemple le point de vue présenté par le documentaire de la BBC, Sex Crimes and the Vatican (1er octobre 2006).

#### Selon les partisans de la lettre
Les partisans insistent sur le fait que le secret est nécessaire pour toutes les parties (accusé, victimes et témoins) tant qu'un verdict définitif n'est pas rendu. 
Ils ajoutent que si la lettre impose le secret sur la tenue du procès (en n'autorisant pas, par exemple, la publication des déclarations des accusateurs ou de l'accusé), elle n'impose cependant en aucune manière le silence aux victimes si cela ne gène pas le procès.
« [La confidentialité lors du jugement] n'empêche en aucune manière ces affaires à être portées devant les autorités civiles pour être jugés légalement. Aux États-Unis, la Charte pour la protection des enfants et de la jeunesse (Charter for the Protection of Children and Young People) (juin 2002), approuvée par le Vatican, demande que les accusations d'abus sexuels sur des enfants qui seraient fondées soient rapportées devant les autorités légales. » (Archevêque Joseph Fiorenza, dans le Houston voice)  .

## Le droit canon et les abus sexuels

### Droit canon et abus sexuels sur mineurs
Le Code de droit canon de 1917 condamnait explicitement tout abus sexuel commis par des clercs sur des mineurs (canon 2359,2),.
Canon 2359 § 2 - « S’ils ont commis un délit contre le sixième commandement avec des mineurs de moins de seize ans, ou pratiqué adultère, viol, ‘bestialité’, sodomie, excitation à la prostitution ou inceste avec ses consanguins ou alliés au premier degré, ils doivent être suspendus, déclarés infâmes, privés de tout offices, bénéfice, dignité ou charge qu’ils pourraient avoir, et dans les cas les plus graves ils doivent être déposés. »

### Le droit canon dans les cas de sollicitation en confession
Le Code de droit canon utilisé lors de la rédaction de la lettre Crimen sollicitationis obligeait toute personne qui avait été sollicitée par un prêtre lors de la confession à le dénoncer avant un mois et condamnait ce prêtre à une sévère punition :
	« Canon 904. Ad normam constitutionum apostolicarum et nominatim constitutionis Benedicti XIV Sacramentum Poenitentiae, 1 Iun. 1741, debet poenitens sacerdotem, reum delicti sollicitationis in confessione, intra mensem denuntiare loci Ordinario, vel Sacrae Congregationi S. Officii; et confessarius debet, graviter onerata eius conscientia, de hoc onere poenitentem monere. »
	« Canon 2368 §1. Qui sollicitationis crimen de quo in can. 904, commiserit, suspendatur a celebratione Missae et ab audiendis sacramentalibus confessionibus vel etiam pro delicti gravitate inhabilis ad ipsas excipiendas declaretur, privetur omnibus beneficiis, dignitatibus, voce activa et passiva, et inhabilis ad ea omnia declaretur, et in casibus gravioribus degradationi quoque subiiciatur »
	« Canon 904. En accord avec les constitutions apostoliques et particulièrement la constitution Sacramentum Poenitentiae de Benoît XIV du 1er juin 1741, un pénitent doit, avant un mois, dénoncer à son Ordinateur local ou à la Sainte Congrégation du Saint-Office tout prêtre coupable de crime de sollicitation en confession ; et le confesseur doit, par une lourde obligation de sa conscience, informer le pénitent de son devoir. »
	« Canon 2368 §1. Toute personne ayant commis le crime de sollicitation, tel qu'il est décrit dans le canon 904, qu'elle soit suspendue de célébration de la Messe et de la Confession sacramentelle ; et, selon la gravité du délit, qu'elle soit privée d'y assister, que lui soient retirés tous ses bénéfices et dignités, les droits de vote et d'éligibilité, et qu'elle soit déclarée incapable ; et que dans les cas les plus graves elle soit soumise à la dégradation. »
Le nouveau Code de droit canonique de 1983 établit que :
	« Canon. 1387 - Le prêtre qui, dans l'acte ou à l'occasion  ou sous le prétexte de la confession sacramentelle, sollicite le pénitent contre le sixième commandement du Décalogue, qu'il soit puni, selon la gravité du délit, par la suspension, le retrait, la privation et, dans les cas les plus graves, la suppression de l'état clérical. »

## Révision en 2001 avecDe delictis gravioribus
À la suite de la promulgation du nouveau code de droit canonique de 1983 et du code des canons des Églises orientales de 1990, la lettre Crimen sollicitationis est en partie revue par la Congrégation pour la doctrine de la foi, avec la lettre De delictis gravioribus de 2001.

## Sources
- (it) Cet article est partiellement ou en totalité issu de l’article de Wikipédia en italien intitulé « Crimen sollicitationis » (voir la liste des auteurs).

- (en) Cet article est partiellement ou en totalité issu de l’article de Wikipédia en anglais intitulé « Crimen sollicitationis » (voir la liste des auteurs).